# Jacob Zekveld

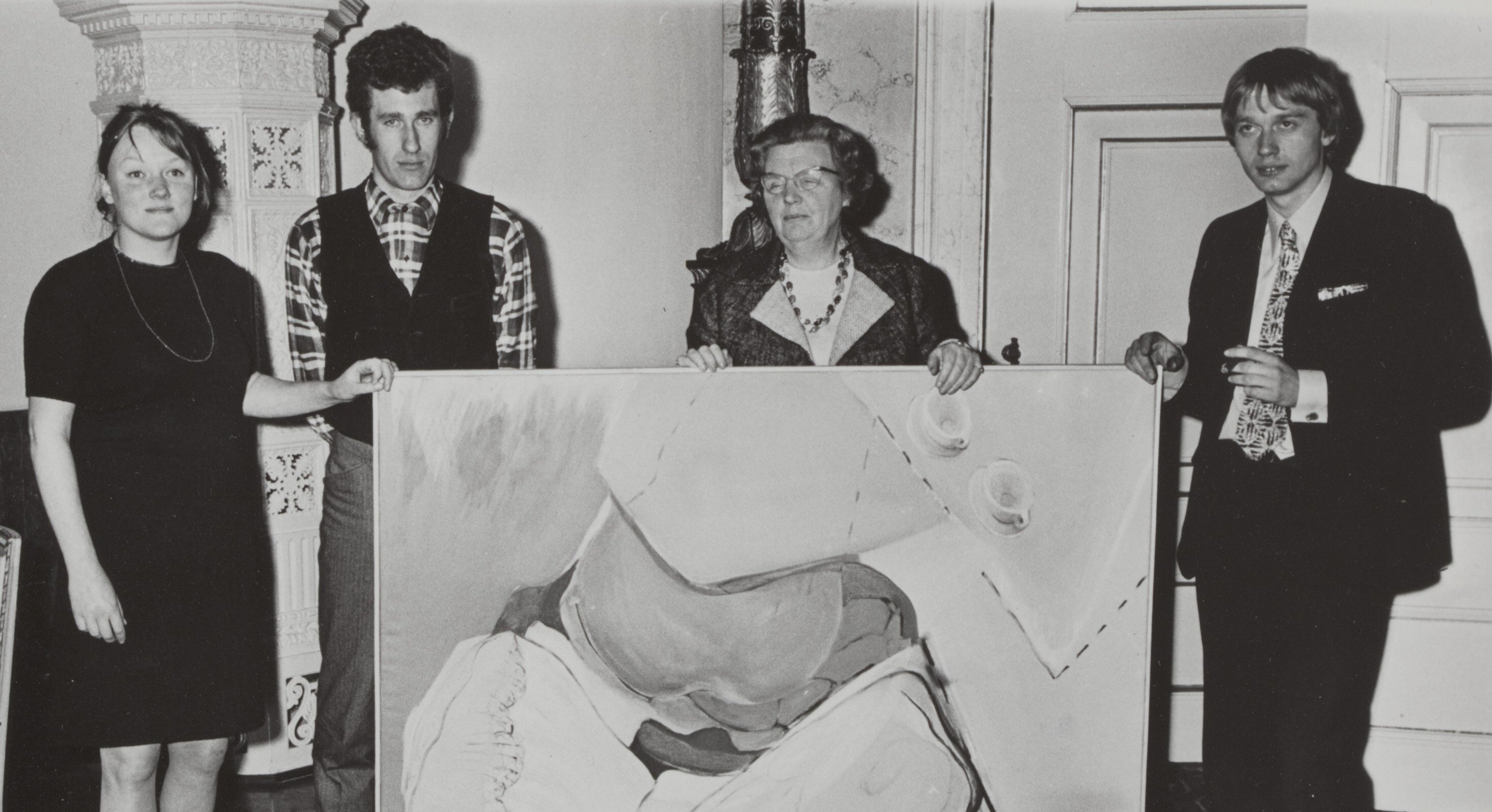
Prijsuitreiking Koninklijke Subsidie in 1968, v.l.n.r. Mareike Geys, Age Klink, koningin Juliana, Zekveld.

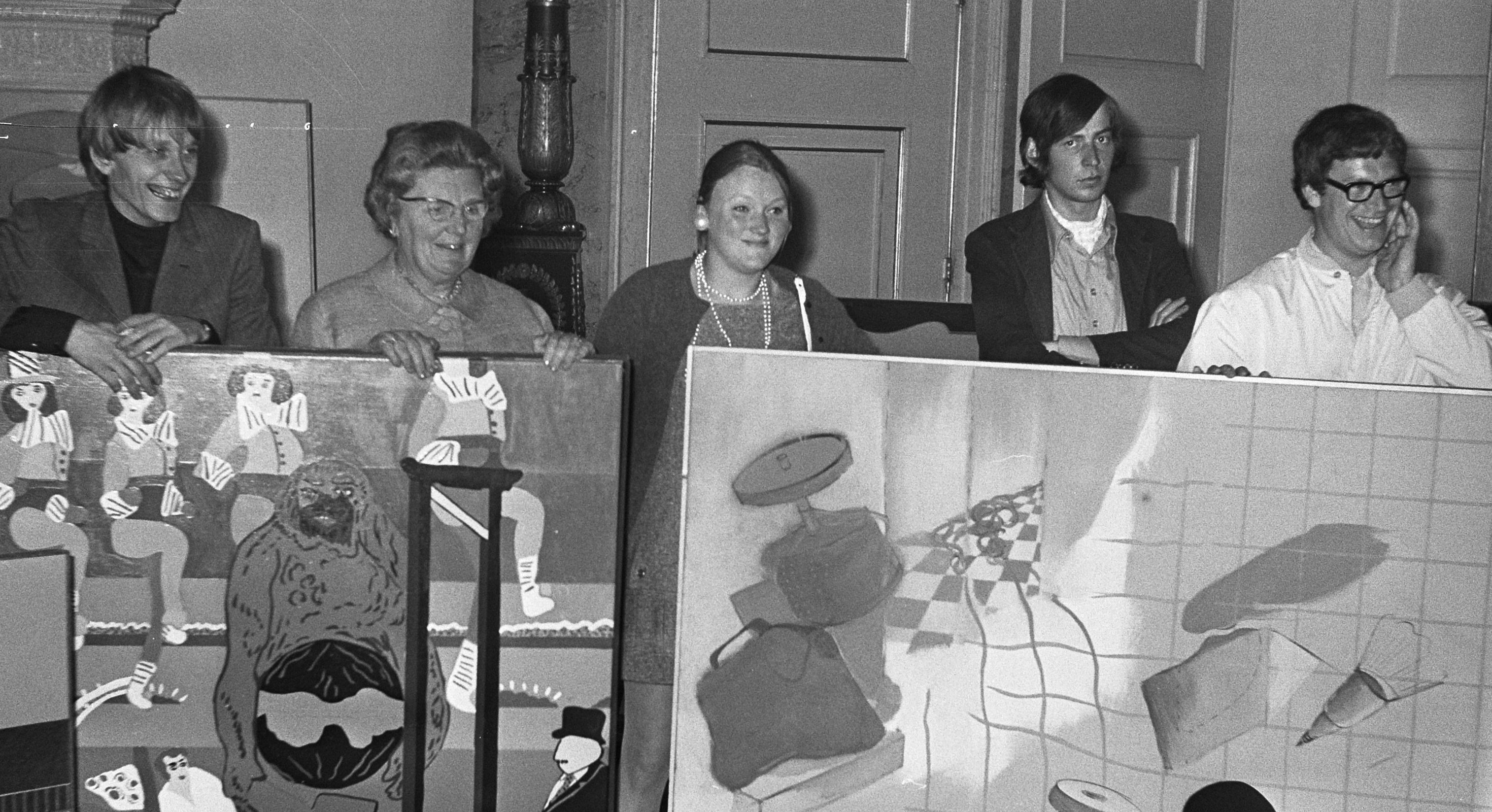
Prijsuitreiking Koninklijke Subsidie in 1969, v.l.n.r. Zekveld, koningin Juliana, Mareike Geys, Ruud van de Wint en Wim Moerenhout.

Jacob Zekveld (Rotterdam, 22 maart 1945 – aldaar, juni 2002) was een Nederlands schilder, (pen)tekenaar, graficus en collagist.

## Leven en werk
Zekveld kwam uit een koopmansfamilie, hij was een zoon van Jacob Zekveld (1910-1973) en Adriana Staleman (1907-1980). Hij volgde twee jaar een opleiding aan de Haagse Vrije Academie, maar vormde grotendeels zichzelf. Hij wordt met onder anderen Woody van Amen, Gustave Asselbergs, Daan van Golden, Wim Gijzen en Reinier Lucassen gerekend tot de kunstenaars van de Nieuwe figuratie; hij schilderde en tekende dieren, mensen en sprookjestaferelen in een popartstijl. Hij maakte daarnaast collages, litho's en zeefdrukken. Kunstcriticus Piet Begeer omschreef Zekveld als "een hartstochtelijk verteller en dan tegelijkertijd naïef en geraffineerd" en schreef over diens werk: "De kunst van Zekveld is een verhalende kunst. De onderwerpen zijn ontleend aan het dagelijks gebeuren, aan gemengde berichten in de krant, aan sprookjes en typische historische gebeurtenissen. Ze worden op argeloze, opvallend persoonlijke wijze verteld met een humoristische inslag; een satirisch element komt net niet aan de orde, ook daar niet waar het toch min of meer te verwachten zou zijn."
Zekveld debuteerde in 1962 met een expositie van schilderijen en grafiek bij Kriterion in Rotterdam. In 1965 exposeerde hij met Van Amen, Lucassen en Gijzen bij Galerie Delta van Hans Sonnenberg, waarbij zij werden aangekondigd als de vier wonderkinderen. Sonnenberg pakte de managersrol op en liet de heren vaker in zijn galerie exposeren. Hij hield de openingsrede bij Zekvelds expositie in De Mangelgang in Groningen (1965), waarbij hij Zekveld omschreef als "één van die jongeren, die de nieuwe realiteit van de veranderende wereld schildert. (...) Hij is een creatief ventje, met gekke geintjes. Gelukkig maar, want dat geeft de realiteit, zoals u ook ziet, een nieuwe kleur." In 1967 werd Zekveld met Jacques van der Heijden en Henk Huig uitgenodigd deel te nemen aan de 15e Premio Lissone in Italië. Een jaar later mocht hij -als enige Nederlander- deelnemen aan de Premio Lignano. In 1970 maakte hij met de schrijver Jacobus P. Bos een korte film. Hij illustreerde Bos' uitgaven Niemand is iemands vriend (1972) en Keesje in Nederland (1974).
Zekveld kreeg meerdere prijzen en subsidies toegekend: hij ontving drie maal de Koninklijke Subsidie voor Vrije Schilderkunst (1967, 1968, 1970). Zekveld en Age Klink werden elk met een zilveren medaille onderscheiden bij de Europaprijs voor Schilderkunst van de Stad Oostende (1971). Hij ontving in 1971 een reisbeurs van het ministerie van Cultuur, Recreatie en Maatschappelijk Werk en in 1989 de Werkbeurs Beeldende Kunsten van het ministerie van Welzijn, Volksgezondheid en Cultuur. Werk van Zekveld is opgenomen in de collecties van onder andere het Museum Boijmans Van Beuningen, Centraal Museum in Utrecht en het Stedelijk Museum Amsterdam.
Jacob Zekveld overleed in juni 2002, hij werd 57 jaar. In 2016 werd bij Galerie Delta de tentoonstelling De Geest van Zekveld gehouden, waarbij Arie van Geest een hommage bracht aan Zekveld.

## Enkele exposities
- 1965: Zekveld. Amsterdam: Galerie Delta.
- 1966: Jacob Zekveld. Amsterdam: Galerie 20.
- 1966: Jacob in wonderland : Jacob Zekveld. Amsterdam: Galerie Delta.
- 1967: Jacob Zekveld in spiegelland. Amsterdam: Galerie Delta.
- 1967: Jacob Zekveld : rehabilitatie van het portret. Amsterdam: Galerie 845.[11]
- 1968: Grafiek-manifestatie. Leeuwarden: Galerie Van Hulsen.
- 1969: Broken window : Jacob Zekveld, tekeningen en demi-collages. Groningen: Groninger Museum.
- 1969: Jacob Zekveld : beware of the mouse. Amsterdam: Galerie Delta.
- 1970: The wonderchildren of Crazy Horse street : tekeningen en collages van Jacob Zekveld. Rotterdam: Museum Boijmans Van Beuningen.
- 1995: Jacob Zekveld : witte schemering : schilderijen, tekeningen en collages 1965-1971. Rotterdam: Museum Boijmans Van Beuningen.
- 1995: Jacob Zekveld is alive and singing the blues. Rotterdam: Centrum Beeldende Kunst.